# Плахонін Андрій Гаврилович
Андрі́й Гаври́лович Плахо́нін (нар. 1 вересня 1972, Київ, УРСР, СРСР) — український історик, кандидат історичних наук, спеціаліст з історії Київської Русі, середньовіччя в Західній Європі, генеалогії, сфрагістиці. Публіцист, блогер. Автор статей Енциклопедії історії України та Енциклопедії сучасної України.

## Життєпис
Народився в Києві 1 вересня 1972 року.
У 1991—1996 роках навчався на історичному факультеті Київського національного університету імені Тараса Шевченка. За роки навчання в 1993—1995 роках очолював Раду молодих вчених факультету, а в 1994—1996 роках — Раду студентів та аспірантів закладу.
З 1996 року навчався на аспірантурі. У 1999—2007 роках працював у відділі історії України середніх віків Інституту історії України НАН України: до 2004 року як молодший науковий співробітник, з 2005 року — науковий співробітник. У 1999—2002 роках був відповідальним секретарем журналу «Український історичний збірник».
2004 року під керівництвом члена-кореспондента НАНУ Миколи Котляра захистив дисертацію «Південноруські провінційні династії XI століття (Ігоревичі та Ростиславичі)» та здобув науковий ступінь кандидата історичних наук. З 1998 року був членом Робочої групи Інституту історії України з підготовки Енциклопедії історії України, для якої написав кілька сотень статей.
У 2001—2002 роках працював асистентом кафедри історії України Київського національного лінгвістичного університету.
Автор статей Енциклопедії сучасної України.
У 2014—2022 роках вів щотижневу авторську колонку у всеукраїнській газеті «День». Автор багатьох статей у інших провідних українських ЗМІ.
Науковий консультант 3-серійного документального фільму режисера Ігоря Піддубного «Возвращение. Вся правда о поиске останков Ярослава Мудрого».

## Праці

### Монографії
- Галицько-Волинський літопис. Дослідження, Текст. Коментар. — К., 2002 (у співавторстві із Микола Котляр та Віра Франчук)
- Тіні згаданих предків. Від склавинів до русинів. Прадавня Україна, Русь і походження українців. — К., 2016.(у співавторстві із Михайло Відейко, Євген Синиця, Олексій Комар, Олександр Моця)
- Русь «після Русі». Між короною і булавою. Українські землі від королівства Русі до Війська Запорозького. — К., 2016.(у співавторстві із Віктор Горобець, Мирослав Волощук, Борис Черкас, Кирило Галушко)

### Статті
- Всеволодко Городенський: Василь Татищев та джерела до вивчення генеалогії Рюриковичів // Записки наукового товариства імені Шевченка. — Том CCXL. Праці комісії спеціальних (допоміжних) історичних дисциплін. — Львів, 2000. — С.219-235.
- Між античним світом і середньовіччям // Історія Центрально-Східної Європи. Посібник для студентів історичних і гуманітарних факультетів університетів. — Львів, 2001. — 36-46.
- «Сєго нє бывало в Руськѣи зємьли»: вплив візантійського права та пережитки кровної помсти в князівському середовищі // Соціум. Альманах соціальної історії. — 2003. — Вип. 3. — С.197-208.
- «История Российская» В. Н. Татищева и исследование генеалогии Рюриковичей // Средневековая Русь. — Вып. 4. — М.,2004. — С.299-330
- Перша волинська криза (1084—1087) // Україна в Центрально-Східній Європі. — К.,2003. — Вип. 3. — C.49-68.
- Volodimir Jaroslavics utodai es Volhinia, Rusz — Magyarorszag XI. Szazadi kapcsolatainak tukreben // Magyar — Ukran kozos mult es jelen. Nemzetkozi tudomanyos konferencia anyagai (2005 aprilis 14—16). — Kijev: Az Ukran nemzeti tudomanyos academia tortenettudomanyi intezete, 2006. — S. 39-55.
- Друга волинська криза (1097—1100 рр.) // Україна в Центрально-Східній Європі. — К., 2006. — Вип. 6. — С.178-213.